# Weinmannia auriculata
Espèce
Synonymes
- Weinmannia auriculata var. auriculata[1]
- Weinmannia caucana Killip[1]
- Weinmannia nebularum Diels[1]

Weinmannia auriculata est une espèce de plantes de la famille des Cunoniaceae.

## Liste des variétés
Selon Catalogue of Life (12 avril 2019) :
- variété Weinmannia auriculata var. dryadifolia

Selon The Plant List (12 avril 2019) :
- variété Weinmannia auriculata var. bogotensis (Cuatrec.) Bernardi
- variété Weinmannia auriculata var. dryadifolia (Moric. ex Ser.) Bernardi

Selon Tropicos (12 avril 2019) (Attention liste brute contenant possiblement des synonymes) :
- variété Weinmannia auriculata var. auriculata
- variété Weinmannia auriculata var. bogotensis (Cuatrec.) Bernardi
- variété Weinmannia auriculata var. dryadifolia (Moric. ex Ser.) Bernardi
- variété Weinmannia auriculata var. glabra J.F. Macbr.

## Publication originale
- Edinburgh New Philosophical Journal 9: 87. 1830.